# سابلی‌ها

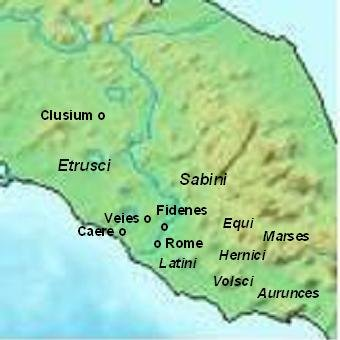
برخی از سابرها و سایر مردمان ایتالیای مرکزی.

سابلی‌ها (Sabellus) یک قوم‌نام برای گروهی از مردمان یا قبایل ایتالیایی (فهرست مردمان باستانی ایتالیا) ساکن در مرکز و جنوب ایتالیا در زمان ظهور رم است.